# Пуэрто-Техада
Пуэ́рто-Теха́да (исп. Puerto Tejada) — город и муниципалитет в Колумбии, входит в департамент Каука.

## История
Город был основан 17 сентября 1897 года генералом Мануэлем Техадой Санчесом, в честь которого и получил своё название. Муниципалитет Пуэрто-Техада был выделен в отдельную административную единицу в 1912 году.

## География
Пуэрто-Техада находится в 108 километрах от столицы департамента Каука города Попаяна и в 17 километрах от столицы соседнего департамента Валье-дель-Каука города Кали.

## Экономика
Основой экономики муниципалитета традиционно является сельское хозяйство.

## Инциденты
- 19 октября 2011 года в Пуэрто-Техаде получил огнестрельные ранения, ставшие в итоге смертельными, колумбийский футболист Эдисон Чара[англ.]. Причиной убийства стал спор, возникший во время игры в карты[2].

## Известные уроженцы
- Андрес Эскобар (род. 1991) — колумбийский футболист.